# Cystobasidium proliferans
Cystobasidium proliferans är en lavart som beskrevs av Lindsay Shepherd Olive 1952. Cystobasidium proliferans ingår i släktet Cystobasidium och familjen Cystobasidiaceae.   Inga underarter finns listade i Catalogue of Life.